# São Miguel do Guaporé
São Miguel do Guaporé este un oraș în Rondônia (RO), Brazilia.